# هيكتور ماريو لوبيز فوينتيس
هيكتور ماريو لوبيز فوينتيس (بالإسبانية: Héctor Mario López Fuentes) هو عسكري غواتيمالي، ولد في 7 مايو 1930، وتوفي في 18 أكتوبر 2015 في غواتيمالا في غواتيمالا.